# Station Sint-Niklaas-West
Station Sint-Niklaas-West was een spoorwegstation in de Belgische stad Sint-Niklaas.

## Geschiedenis
Het station Sint-Niklaas-West was gelegen aan het Westerplein. De 'Westerstatie' of 'Dendermondse statie', zoals het in de volksmond werd genoemd, was het kopstation van spoorlijn 56 naar Dendermonde, die in 1877 in gebruik werd genomen. Oorspronkelijk was er geen verbinding met spoorlijn 59, die op smalspoor was aangelegd. Wel liep er een verbindingsboog van Sint-Niklaas-West naar spoorlijn 54 in de richting van Hulst (over de huidige Joseph Lonckestraat), zodat materieelovergave met de spoorweg 'Mechelen-Terneuzen' mogelijk was. De situatie veranderde toen de lijn Antwerpen - Gent in 1896 genationaliseerd en op normaalspoor gebracht werd.
Na de buitendienststelling van lijn 56 in 1957 (reizigersverkeer) en 1964 (goederenverkeer) verloor het station zijn functie. Enkel de industrieaansluiting naar het bouwmaterialenbedrijf Scheerders-Van Kerchove bleef tot in de jaren 90 bestaan. Maar tijdens de elektrificatie en gedeeltelijke heraanleg van lijn 59, tussen 2 augustus 1970 en 28 mei 1972, werd de 'Westerstatie' tijdelijk weer in dienst genomen. In die periode was er geen treinverkeer mogelijk tussen Sint-Niklaas en Sint-Niklaas-West en reed er tussen beide stations een vervangende busdienst.
Belsele · Belsele-Dorp · Eigenlo · Nieuwkerken-Waas · Sinaai · Sint-Niklaas · Sint-Niklaas-Oost · Sint-Niklaas-West · Valk · Westakkers
2,7: Grembergen-Moerzeke ·
6,7: Hamme ·
8,4: Sombeke ·
10,3: Waasmunster ·
14,3: Belsele-Dorp ·
17,8: Sint-Niklaas-West ·
19,0: Sint-Niklaas
0,0: Antwerpen-Berchem ·
4,0: Antwerpen-Zuid ·
7,0: Antwerpen-Linkeroever ·
9,1: Zwijndrecht ·
10,1: Zwijndrecht-Fort ·
12,1: Melsele ·
14,0: Beveren ·
15,1: Haasdonk ·
18,5: Westakkers ·
19,5: Nieuwkerken-Waas ·
22,7: Sint-Niklaas ·
25,3: Sint-Niklaas-West ·
26,2: Valk ·
27,1: Belsele ·
28,7: Sinaai ·
32,0: Heiken ·
35,7: Lokeren ·
38,4: Staakte ·
41,5: Zeveneken ·
43,6: Beervelde ·
46,8: Lochristi ·
49,5: Destelbergen ·
51,2: Westveld ·
53,0: Oostakker ·
?: Gent-Waas ·
55,8: Gent-Dampoort